# NEC PC-100

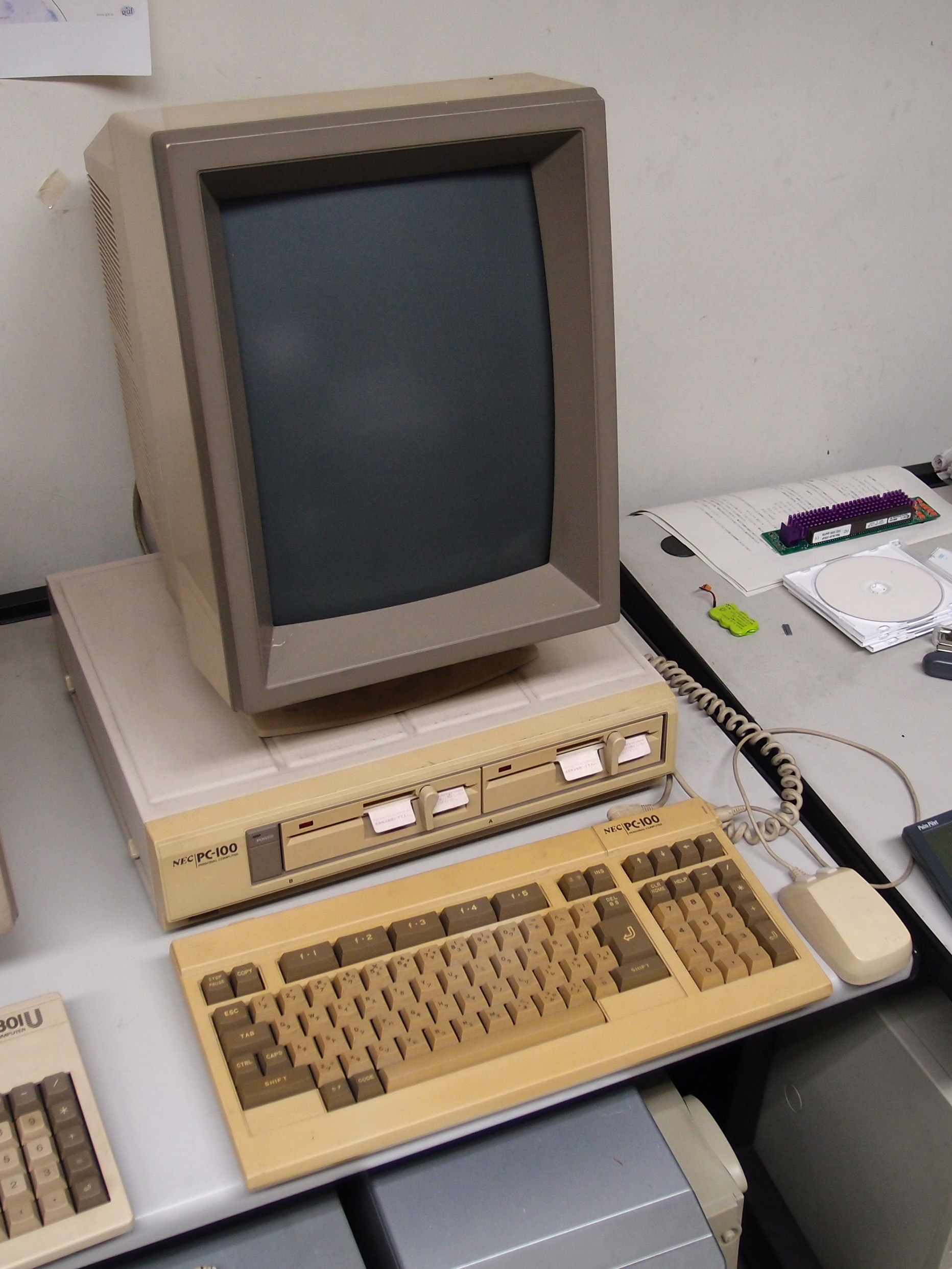
Nec PC-100

NEC PC-100 è un home computer giapponese venduto a partire dal 13 ottobre 1983. Si basava sulla CPU NEC μPD8086-2 (clone dell'8086) operante a 7 MHz, con 128KB RAM, 128KB VRAM, una tastiera che supportava la scrittura giapponese ed un mouse con due bottoni. Erano disponibili tre modelli e un monitor a colori,PC-KD651, che poteva essere usato verticalmente od orizzontalmente al prezzo di 198 000 yen. Il suo maggior vantaggio rispetto ai computer concorrenti del tempo era la sua maggior capacità grafica di 720 per 512 pixel con la possibilità di selezionare 16 colori da una tavolozza di 512; questo era possibile sul modello di punta model30. Il suo sistema operativo era l'MS-DOS ed era fornito con un foglio elettronico chiamato Maruchipuran (Multipiano), un editor di testi JS-WORD ed il gioco Lode Runner.
Troppo avanzato e costoso per la sua era, il PC-100 non vendette molto. Un set completo con stampante PC-PR201 che poteva stampare i caratteri hiragana, katakana e Kanji, costava circa un milione di yen. Si consideri che il Nintendo Family Computer venduto a luglio dello stesso anno costava solo 14 800 yen ed il decantato Apple Lisa 2 costava 2.2 milioni di yen. Anche il più economico PC-9801F2 della stessa NEC vendette meglio del PC-100.

## Specifiche
- CPU: MyuPD8086-2 (Intel 8086 - compatibile) 7 MHz
- ALU: Intel 8087 opzionale
- Memoria
  - RAM: dotazione di serie 128KB (moduli di espansione da 256KB o 512KB, fino a 640KB)
  - VRAM: standard di 128KB, fino a 512KB con scheda grafica a colori (espansione VRAM 128KB × 3 piani)
    - modello 10 e 20: monocromatico, scheda grafica a colori opzionale
    - modello 30: scheda grafica a colori

  - ROM (32KB dotazione di serie: boot, programmi di diagnostica, set di caratteri, BIOS)
    - Livello 1 JIS Kanji (caratteri di 16 × 16 pixel: 2.965 caratteri, caratteri non kanji: circa 700, caratteri cinesi)
- Risoluzione dello schermo
  - con schermo in orizzontale:
    - Testo (visualizzazione Katakana): 25 righe × 80 caratteri, 25 linee × 90 caratteri, 32 linee × 90 caratteri, 120 linee × 64 caratteri
    - Testo (visualizzazione giapponese): 25 linee × 80 caratteri ×, 25 linee × 90 caratteri
    - Grafica: 720 × 512 punti (1024 × 1024 punti spazio VRAM)

  - con schermo in verticale:
    - Testo (visualizzazione Katakana): 45 linea × 64 caratteri, 45 linee × 85 caratteri, 85 linee × 90 caratteri
    - Testo (visualizzazione giapponese): 45 linee × 64 caratteri
    - Grafica: 512 × 720 punti (1024 × 1024 punti spazio VRAM)
- Colori dello schermo
  - Modello di 10 e 20: monocromatico (16 colori selezionati da una tavolozza di 512 colori quando installata la scheda grafica a colori)
  - Modello 30: colori (16 colori selezionati da una tavolozza di 512 colori)
- Dispositivo di memoria ausiliaria
  - FDD: 5.25 pollici 2D (a due facciate a doppia densità: 360KB)
    - Modello 10:1 floppy (1 unità di espansione disponibile)
    - Modello 20 e 30: 2 floppy

  - FDC: μPD765AC
  - HDD: può essere collegato opzionalmente (un disco fisso da 5 pollici, tramite l'installazione di una scheda di interfaccia per il disco fisso): PC-98H33, PC-98H31
- Tastiera: tipo separato
- Mouse: metodo di connessione della tastiera, mouse Microsoft
- Interrupt: MyuPD8259A (sistema edge-triggered)
- Interfacce
  - Uscita del segnale analogico RGB
  - (Interfaccia stampante parallela interfaccia, conforme Centronics)
  - Interfaccia seriale (RS-232C, 1 canale (150 ~ 19200 bit/s))
- Slot general-purpose I / O
- BASIC: N100-BASIC (in esecuzione su MS-DOS)
- Dimensioni esterne
  - corpo: 100 millimetri altezza × 400 millimetri larghezza × 400 millimetri profondità
  - tastiera: 35 millimetri altezza × 408 millimetri larghezza × 195 millimetri profondità

### Modelli
- model10 (398 000 yen) - un drive per floppy disk 2D da 5 pollici (360KB). Monocromatico
- model20 (448 000 yen) - due drive per floppy disk 2D da 5 pollici. Monocromatico
- model30 (558 000 yen) - due drive per floppy disk 2D da 5 pollici. Scheda grafica a colori

### Periferiche
- PC-10000-03: Scheda grafica a colori (Memoria video VRAM aggiuntiva: 128KB × 3 piani, per i modelli 10 e 20)
- PC-10000-05: scheda di espansione di memoria di 256KB RAM
- PC-10000-06: scheda di espansione di memoria di 512KB RAM
- PC-10000-08: scheda interfaccia per i dishi fissi da 5
- PC-10000-09: Scheda universale (per interfacciarsi con circuiti fatti in casa)
- PC-10000-11: floppy disk drive addizionale (per il modello 10)
- PC-10000-12: scheda con interfaccia parallela per il PC-IN501

### Display
I display sono equipaggiati con un interruttore meccanico che permette al sistema di accorgersi se il monitor era in orizzontale o in verticale. Funzione di Degauss (smagnetizzazione).
- PC-MD651: display unicamente monocromatico (59,800 yen)
- PC-KD651: display dedicato a colori (198,000 yen)

## Curiosità
Forse a causa del mouse di serie, venne usato come mascotte promozionale un topo blu in stile anime, con "PC-100" disegnato sul petto, vagamente rassomigliante a Superman.